# ФК Локомотива Лајпциг
ФК Локомотива Лајпциг је фудбалски клуб из Лајпцига, Немачка. Тренутно се такмичи у Регионалној лиги Североисток, четвртом рангу Немачког фудбала.
Познати су по томе што су први освајачи Немачког фудбалског првенства у историји, 1903. године. Највећи европски успех је финале Купа победника купова 1987. где су играли против Ајакса, а поражени су резултатом 1:0. У октобру 2004. оборили су рекорд по посећености у најнижој Немачкој лиги (11 ранг), када је на њиховом мечу било 12.421 гледалаца. Последњу утакмицу у европским такмичењима одиграли су 1988. у оквиру УЕФА купа када су поражени 2:0 од Наполија у другом колу.

## Историја
Првобитно клуб је основан 13. маја 1896. као VfB Leipzig, 1945. након завршетка Другог светског рата клуб су, као и већину других организација у Немачкој, расформирале савезничке окупационе власти. Бивши чланови клуба 1946. су реконституисали клуб под именом SG Probstheida под окриљем окупаторских Совјета. Након тога је кратко играо под именима BSG Erich Zeigner Probstheida и BSG Einheit Leipzig Ost, пре него што се 1954. спојио са SC Rotation Leipzig, када је и играо у Првој лиги Источне Немачке. 1963. два најважнија клуба у Лајпцигу SC Rotation Leipzig и SC Lokomotive Leipzig су спојена и створен је нови клуб SC Leipzig, где су пребачени сви најбољи играчи из оба клуба. Остали играчи који су изгубили свој статус су формирали BSG Chemie Leipzig, који је управо у сезони 1963/64. на изненађење многих постао првак Источне Немачке.
1966. је дошло до велике реорганизације фудбала у Источној Немачкој, па су многе фудбалске секције постале независне од спортских друштава у којима су се налазиле. Тако је фудбалска секција спортског друштва Лајпциг те године постала ФК Локомотива Лајпциг (1. FC Lokomotive Leipzig). Након уједињења Немачке 1990, клуб је 1. јуна 1990. вратио историјско име VfB Leipzig. Клуб је полако понирао и 2004. стигао до пете лиге, када је и банкротирао, што је после водило до тога да клуб буде угашен јуна исте године. Децембра 2003, након што је оригинални клуб банкротирао, формиран је клуб Локомотива Лајпциг од стране групе навијача, који је након банкрота старог клуба преузео вођење млађих категорија и женског тима, а сматра се незваничним наследником угашеног клуба. Такмичење је морао да почне од најниже једанаесте лиге, а од сезоне 2012/13. се такмичи у Регионалној лиги Североисток, што је четврти ранг такмичења.

## Успеси

### Национални
- Првенство Немачке:

Првак (3): 1902/03, 1905/06, 1912/13
Вицепрвак (2): 1910/11, 1913/14.
- Куп Немачке (Tschammer Pokal):

Освајач (1): 1936.
- Прва лига Источне Немачке:

Вицепрвак (3): 1966/67, 1985/86, 1987/88.
- Куп Источне Немачке:

Освајач (4): 1975/76, 1980/81, 1985/86, 1986/87.

### Међународни
- Куп победника купова:

Финалиста (1): 1986/87.
- УЕФА куп:

Полуфинале (1): 1973/74.
- Интертото куп:

Освајач (1): 1965/66.
Финалиста (1): 1964/65.